# Sedam Vikinga
Sedam Vikinga je 668. redovna epizoda Zagora objavljena u svesci #200. u izdanju Veselog četvrtka. Na kioscima u Srbiji se pojavila 1. juna 2023. Koštala je 350 din (3 €; 3,2 $). Imala je 94 strane. Ovo je 1. deo duže epizode, koja se nastavila u #201. Demoni iz magle.

## Originalna epizoda
Originalna sveska pod nazivom I sette vikinghi objavljena je premijerno u #668. regularne edicije Zagora u izdanju Bonelija u Italiji 3. marta 2021. Epizodu su nacrtali Sedioli i Verni, a scenario napisao Jakopo Rauk. Naslovnu stranu je nacrtao Alesandro Pičineli. Cena sveske za evropskom tržištu iznosila je 4,4 €. 

## Kratak sadržaj
Mesto radnje: Ohajo, na putu za Kingston. Diližansa sa četiri putnika zastaje kod stanice za razmenu da se odmori. Tamo zatiču sina vlasnika stanice kako razapet visi o krovnu konstrukciju. Ispod njega je nacrtan krug oko kojeg se nalaze čudna slova. Jedan od putbika prepoznaje običaj rune i drevno pismo koje je u prošlosti koristio skandinavski narod. Uskoro nalaze i vlasnika stanice koji u bunilu kaže da je ovo đavolje delo.
Zagor i Čiko dobijaju pismo i kreću ka stanicu za razmenu u Plezent pointu. Tamo ih čeka Gutrum i njegovi Viknzi. Nakon opšte tuče u stanici, Gutrum objašnjava da su došli do ovde u potrazi za Starkardom, vikingom koji je napustio njihovu zajednicu i pobegao iz Novog Viklanda. Nakon begstva Vinkzi su pronašli nekoliko mesta na kojima je Starkard izvršio svirepih ubistava uz magijske obrede. Gurtrum veruje da je Starkard pobegao u oblast Velikih jezera (koje se prostiru preko Amerike i Kanade), a Zagor bi trebalo da im pomogne da ga pronađu. 
Među Vikinzima se nalazi i mladi Alrek, koji u svojim vizijama može da predvidi budućnost. U svojoj poslednjoj viziji, Alrek vidi mrtve ljude u utvrđenju McDonald, koje se nalazi na obalama jezera Hjuron.  Na putu prema utvrđenju, Vikinge pokuša da opljačka banda razbojnika. Zagor i Vikinzi izbegavaju zamku. Za to vreme grupa ratnika maskiranih u vučju kožu predvođena osobom koja nosi kapuljaču ulazi tokom noći u Utvrđenje McDonald i pravi pokolj.

## Ponovno pojavljivanje Vikinga
Viknizi predvođeni Gurtrumom su se prvi put pojavili u LMS-115. i LMS-116. pod nazivom Izazov kitolovcima i Okršaj sa Vikinzima, koje su u bivšoj Jugoslaviji izašle 1974. godine. Ove epizode reprizirane su u okviru edicije Odabrane priče #63. pod nazivom Odlazak u nepoznato, koji je izašao 5. januara 2023. godine. Drugi put se pojavljuju u Zlatnoj seriji #550-552, koji su u bivšoj Jugoslaviji izašle 1981. godine. Po reći put Viknzi se pojavljuju 2008. godine u #11-14 u izdanju Veselog četvrtka.

## Prethodna i naredna epizoda
Prethodna sveska Zagora u okviru redovne edicije nosila je naslov Vukovi i jaganjci (#199), a naredna Demoni iz magle (#201).